# カロデンの戦い
カロデンの戦い（カロデンのたたかい、英: Battle of Culloden）、またはカローデンの戦いは1746年4月16日にスコットランドのハイランド地方インヴァネス近郊のカロデン湿原（ムア）において、ジャコバイト軍とグレートブリテン王国（以下イギリス又は英国と表記）軍との間で行われた戦いである。日本語では「カロデン・ムアの戦い」「カロドンの戦い」「カロドン・ムアの戦い」「カロードゥンの戦い」とも表記される。 この戦いでジャコバイト側は完敗、ブリテン島でのジャコバイト運動はほぼ鎮圧されその組織的抵抗は終わりを告げた。また、戦闘終了後にイギリス政府軍総司令官カンバーランド公ウィリアム・オーガスタスがジャコバイト軍の敗残兵に加えた虐殺は後世長くスコットランド人の対イングランド感情に影を落とした。

## チャールズ・ステュアートの英本土上陸
1745年、英国王位の王位請求者であるチャールズ若僭王ことチャールズ・エドワード・ステュアートはフランスの後押しを受けてスコットランドに上陸。ハイランドの氏族やカトリック教徒たちを集め、王位簒奪の兵をおこした。ジャコバイト軍はエディンバラを占領、いまだ本格的な反撃態勢を整えられずにいる政府軍の微弱な抵抗を立て続けに破っていった。11月8日、ジャコバイト軍はスコットランド南部国境を突破しイングランドへ侵攻、カーライル、マンチェスターさらにダービーへと軍を進めた。
チャールズはフランスに援軍を乞いつつ、イングランドで蜂起を呼びかけた。しかしイングランドでは厳しい差別に晒されていたカトリック教徒であるチャールズの呼びかけを民衆はほぼ黙殺、11月末になってフランス艦隊が援軍800人を上陸させたが、一方でカンバーランド公率いる政府軍出撃の報が届いた。やむを得ずジャコバイト軍は北方に退きハイランド地方で態勢の立て直しをはかった。政府軍は翌1746年1月30日にエジンバラを奪還、さらにアバディーンにまで北上後進軍を一旦停止、ジャコバイト軍の動静を窺った。

## 両軍の情況

### ジャコバイト軍
チャールズ率いるジャコバイト軍はその75%がハイランド人で占められていた。かれらの装備は貧弱で、銃や大砲はおろか剣や槍、鹵獲した武器などを加えても武装しているといえる兵員は全体の2割程度であった。他の者は農具や棍棒など有り合わせのものを携えていた。フランスが差し向けてくれた援軍も武装や士気は貧弱だった。

### 政府軍
アバディーンで再編・訓練を行った政府軍は、質・量ともにジャコバイト軍を上回っていた。ドイツ人傭兵やイングランド人からなる正規兵に加え、氏族同士のいさかいからハイランド人であるはずのキャンベル氏族やムンロ氏族からも援軍を取り付けることが出来た。総軍勢は歩兵12個大隊、騎兵3個連隊。補給物資、火器ともに充実していた。

## 戦闘
1746年4月14日、カンバーランド公率いる政府軍主力1万はアバディーンを出撃しネアーンに到着した。ジャコバイト軍は26km南西のインヴァネスにいたが、一報が届くや出撃して、インヴァネス東方9.5kmのカロデン湿原（カロデン・ムア）に布陣した。当地は平坦で固い地盤の土地なので、騎兵の行動に有利であり、大砲は移動しやすく威力も発揮しやすかった。このことは、騎兵や大砲が少ないジャコバイト軍には不利であった。
15日、政府軍はカンバーランド公の誕生日を祝い、その祝宴で多くのアルコール飲料が提供されたため、ネアーンから動かなかった。ジャコバイト陣営では政府軍を1万8千人と勘違いしており、政府軍の動きを見たチャールズは自軍4千で奇襲すべきと主張したが、ジョージ・マレー将軍らチャールズの部下たちは反対した。しかし、物資を忘れたまま出撃してきたジャコバイト軍は早くも飢えに瀕しており、これを受けてマレーらは態度をやわらげ、夜襲が決定された。
こうして、ジャコバイト軍は夜のうちに進軍を開始したが、先頭を行っていたマレー隊に対しジョン・ドラモンド隊やその後ろのチャールズ本隊、フランス兵の行軍が遅く、暗闇の中で脱落していった。そして、夜明けになったとき、先頭のマレー隊はまだ政府軍の軍営から3.2kmのところにおり、マレー隊が2千人しかいなかったため単独で襲撃することもできなかった。さらに政府軍のほうで起床ラッパが鳴り始めたため、襲撃ができなくなり、ジャコバイト軍はカロデンに戻るしかなくなり、6時ごろに到着した。
ジャコバイト軍の動きを知ったカンバーランド公は直ちに進軍を命じ、5時すぎには歩兵数個大隊、騎兵3個連隊、そして砲兵がカロデンに向けて進軍をはじめた。折しも豪雨になり、風下のジャコバイト軍は進退はおろか前方から叩き付ける雨に顔を上げて戦列を整えることすら苦心する有り様であった。
やがて政府軍の大砲が火を噴き、総攻撃が始まるやジャコバイト軍は瞬く間に崩れ始めた。チャールズは態勢を立て直そうとするが、チャールズの作戦指揮のまずさに不満をためていた氏族長たちは早々に彼を見限った。それでもいくつかの氏族部隊は勇敢に戦ったが、彼我の損害に見るように最終的に政府軍が一方的な勝利をおさめることとなった。

## 戦闘終了後
チャールズは戦死を免れたが、フランスに辿り着くまでに女装までして捜索の眼をごまかす羽目になった。このときの顛末は政府側のプロパガンダとしてスコットランド・アイルランド各地に伝えられ、かつてボニー・プリンス・チャーリー（愛しのチャールズ王子）とまで慕われたチャールズの人気は地に落ちた。
ゲオルク・フリードリヒ・ヘンデルは戦勝への祝賀として『ユダス・マカベウス』を作曲した。
戦闘終了後カンバーランド公は負傷してその場から動けなくなっていたジャコバイト軍の負傷兵や捕虜たちの斬首を命じた。さらにその後指揮をとったジャコバイトの捜索も苛烈極まりないもので、捕らえられた3470人のジャコバイトの運命は記録によると処刑120人、獄死88人、植民地への流刑936人、「追放」22人。700余名の「その後」について記録はないが、くじ引きで刑死者が決められたなど陰惨な風聞が残っている。これらジャコバイトに対し容赦無い処断を行ったことからカンバーランド公は屠殺者なる二つ名を後世に残すこととなった。
その後もイギリス政府は反乱の再発防止のためとして、キルトとタータンの着用を禁じ、氏族制度の解体を押し進める一方強大な政府軍をハイランドに常駐させた。スコットランド人にとって、これは屈辱的な仕打ちに映った。

## 関連作品

### 小説
- 『アウトランダー』（1999年-、ダイアナ・ガバルドン）

### テレビドラマ
- 『アウトランダー』（2014年-、Starz）